# 福克斯群島 (阿拉斯加)

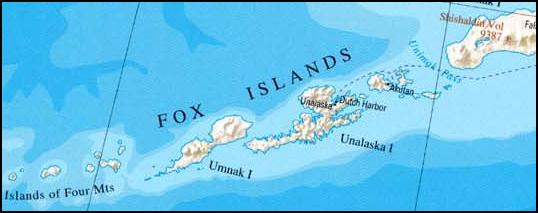
福克斯群島

福克斯群島，或稱為狐狸群島（Fox Islands），是阿留申群島最東邊的一個群島，由美國阿拉斯加州管轄。福克斯群島是阿留申群島中最靠近北美洲的部分，和四山群島之間以萨马尔加海峡（Samalga Pass）相隔。

## 歷史
當地原住民是阿留申人，1741年任職於俄羅斯帝國海軍的丹麥航海家维他斯·白令為了尋找俄羅斯毛皮獵場而發現該群島，是首位到達當地的歐洲人。

## 地理
福克斯群島終年有霧，因為氣候和海中多礁石造成航行困難。且當地和阿留申群島其他島嶼一樣多地震。1929年3月7日福克斯群島發生芮氏地震規模7.8地震，1957年3月9日當地發生芮氏規模7.1地震。
福克斯群島中較大島嶼由西向東依次是烏姆納克島、烏納拉斯卡島、阿馬克納克島、安庫坦島、阿昆島、烏尼馬克島和薩納克島。烏納拉斯卡島和烏尼馬克島之間另有克列尼岑群島。在阿庫坦島西邊的島嶼屬於西阿留申人口普查區，阿庫坦島和以東的島嶼屬於東阿留申自治市鎮。

## 名稱由來
福克斯群島的名稱由來是18世紀俄羅斯探險家和毛皮商對群島稱呼的英譯。